# Esterri d’Àneu
Esterri d’Àneu település Spanyolországban, Lleida tartományban. Esterri d’Àneu Alt Àneu, La Guingueta d’Àneu és Espot községekkel határos. Lakosainak száma 921 fő (2024).

## Népesség
A település népessége az utóbbi években az alábbiak szerint változott:
| Lakosok száma | 485  | 693  | 611  | 720  | 524  | 754  | 965  | 866  | 772  | 921  |
|               | 1717 | 1887 | 1936 | 1960 | 1986 | 2004 | 2009 | 2014 | 2019 | 2024 |